# Kuti Ágnes
Tumpekné Kuti Ágnes (Mohács, 1967 –) magyar énekművész (szoprán), magánének tanár.

## Életútja
Három testvérével (köztük Kuti László szobrásszal) zeneszerető családban nőtt fel. Pécsett él, négy fia van.
Zenetagozatos általános iskolába járt, gimnáziumi tanulmányait a budapesti Patrona Hungariae Gimnáziumban végezte. A gimnázium után a Pécsi Művészeti Szakközépiskola szakmai tagozatán tanult énekelni. 1994-ben Pécsett a JPTE Ének-Zene - Karvezetés szakán diplomázott. 2002-ben a Liszt Ferenc Zeneművészeti Főiskola szegedi tagozatának magánének szakán szerzett énekművész – énektanári diplomát. Tanárai voltak Komáromi Alice, Pillári Endréné, Kozma Rózsa, Keönch Boldizsár, Andrejcsik István.
A pécsi Szent Mór Iskolaközpont magánének szakának tanára. Alapító tagja és szólistája a Szamosi Szabolcs által vezetett Pécsi Bazilika Mozart Kórusának. A nyári kántorképző tanfolyamokon hangképzést és szolfézst tanít.
Számos templomi koncerten, misén, filharmóniai koncertsorozaton énekelt, szólistaként fellépett többek között Ausztriában és Olaszországban is. Előadásaiból számos felvétel készült. Egyéniségéhez az oratorikus műfaj áll közel, repertoárjában az egyházi zene több stílusa is megtalálható. Mozart összes miséjét énekelte.

## Díjai, elismerései
- Szepesy Ignác Pedagógus Életmű Díj (2020)[3]

## Diszkográfia
- Ave Maria (2009, önálló CD)